# Бриньоульвюр Свейнссон
Бриньоульвюр Свейнссон (Бриньольв; исл. Brynjólfur Sveinsson; 1605—1675) — исландский религиозный (лютеранский) деятель, филолог и поэт.
Учился в епископальной школе в Скалхольте. После её окончания изучал в Копенгагенском университете филологию и философию. Закончив университетский курс, Свейнссон в течение 6 лет был проректором школы в Роскилле. Поддерживал дружеские отношения с датским учёным и гуманистом Оле Вормом.
В 1638 году Свейнссон, во время подготовки к отъезду на учёбу в Нидерланды, избирается епископом в Скалхольте. Несмотря на попытку отказаться от поста (в письме на имя датского короля Кристиана IV), в мае 1639 года Свейнссон был рукоположён в Копенгагене в епископы и пробыл им до 1674 года. Был женат на Маргрет Хадльдорсдоуттир, имел в этом браке детей.
Свейнссон известен также тем, что обнаружил и сохранил для потомков несколько раннесредневековых манускриптов, являющихся ценными источниками по истории и культуре Исландии:
- Codex Regius, с записями песен Эдды
- Codex Upsaliensis, с записью Снорри-Эдды
- Книги об исландцах.

Свейнссон писал также стихи и псалмы, а также оказывал помощь крупному исландскому поэту, своему другу Х. Петурссону.
Портрет Б. Свейнссона украшает современную 1000-кроновую исландскую банкноту.